# Andrzej Bychowski
Andrzej Bychowski (ur. 1937 w Mińsku Mazowieckim) – polski aktor estradowy i parodysta.

## Życiorys
Dzieciństwo i młodość spędził w Bydgoszczy. Ukończył Liceum Kulturalno-Oświatowe w tym mieście. Studiował w warszawskiej Państwowej Wyższej Szkole Teatralnej, a egzamin aktorski zdał jako eksternista w 1962.
W latach 50. występował w bydgoskiej „Estradzie dla amatora”, a następnie w „Estradzie Bydgoskiej” i miejscowej Rozgłośni Polskiego Radia. Na antenie ogólnopolskiej zadebiutował jako w popularnym i słuchanym przez całą Polskę „Podwieczorku przy mikrofonie”.
Od 1962 występował w warszawskim Teatrze Syrena, u boku m.in. Adolfa Dymszy i „Lopka” Krukowskiego. W latach 1963–1964 współpracował z zespołem jazzu tradycyjnego New Orlean Slompers. Występował z powodzeniem na festiwalach opolskich. W 1964 otrzymał wyróżnienie, a rok później zdobył nagrodę publiczności. Zaliczył także w 1965 festiwal w Sopocie. W latach 1965–1966 koncertował z zespołem Niebiesko-Czarni.
Swoją muzykalność i walory wokalne wykorzystywał w perfekcyjnych parodiach polskich piosenkarzy i piosenkarek. Sięgał też po mistrzów estrady światowej, zwłaszcza po Włochów i Francuzów. Karykaturując wyraźną kreską manierę wokalną, wyśmiewał także, posługując się satyrycznymi tekstami, specyfikę repertuarową parodiowanych artystów. W swoich recitalach imitował także mistrzów polskiej sceny dramatycznej – z Gustawem Holoubkiem na czele. Przez szereg lat rywalizował o palmę pierwszeństwa wśród krajowych parodystów z Bolesławem Gromnickim. Wiele razy odbywał podróże artystyczne do USA, gdzie m.in. w towarzystwie „Filipinek” bawił amerykańską Polonię.